# Jasna polana (Bułgaria)
Jasna Polana (bułg. Ясна поляна) – wieś w Bułgarii, w obwodzie Burgas, w gminie Primorsko. W 2023 roku liczyła 712 mieszkańców.